# Лугомир
Лугомир е река в Поморавието, 57-километров десен приток на река Велика Морава. Дължината му е само 19,5 km.
Преминава покрай южните покрайнини на град Ягодина и се влива във Велика Морава в близост до село Рибари. Отводнява площ от 447 km². Лугомир се образува от две реки – Дуленска и Жупанска, които от своя страна водят началото си съответно от Гледачките планини и от Ухор. Лугомир тече на изток, а на Дуленската река е изграден през 1964 г. на 435 m надморска височина язовир за водоснабдяването на Крагуевац.